# HTMS Sukhothai
Le HTMS Sukhothai (FS-442) (thaï : เรือหลวงสุโขทัย, RTGS : Sukhothai ) était une corvette de la Marine royale thaïlandaise, l'une des deux de la classe Ratanakosin (en). Mise en service en 1987, elle a fait naufrage et coulé en décembre 2022 dans le golfe de Thaïlande.

## Historique

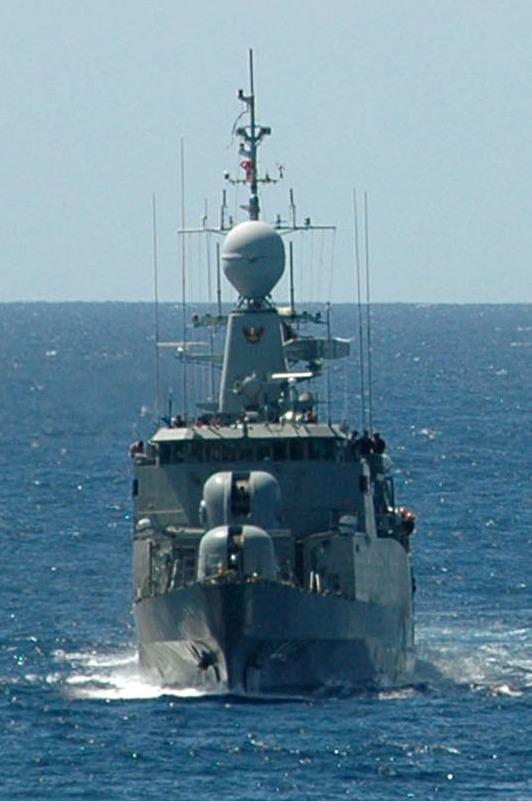
Le HTMS Sukhothai lors de CARAT 2013 dans le golfe de Thaïlande.

Construit à Tacoma, aux États-Unis, le navire a été livré à la marine thaïlandaise en 1986 et mis en service en février 1987. Le navire a été nommé d'après le premier roi du royaume de Sukhothai, capitale de Sukhothai dans l'actuel centre-nord de la Thaïlande .

### Naufrage
Il a coulé par forte mer, dans le  golfe de Thaïlande, au large de Bang Saphan à une trentaine de kilomètres des côtes, le 18 décembre 2022. Il a rencontré tout une série de défaillances après que les systèmes électriques et les pompes furent hors service à cause d'inondations. De l'eau de mer a pénétré dans un orifice d'échappement par forte mer, ce qui a entraîné un court-circuit dans le système électrique du navire,. Des marins ont pu être sortis de l'eau, mais 33 membres d'équipage sur 105 étaient portés disparus au 19 décembre. Un cargo a également fait naufrage  dans la même zone et 10 marins de ce dernier secourus.
Au 30 décembre 2022, 76 marins ont été secourus, 23 corps retrouvés et 5 personnes sont portés disparus, considérés comme décédés.